# Esztár
Esztár ist eine ungarische Gemeinde im Kreis Derecske im Komitat Hajdú-Bihar.

## Geografie
Der Ort befindet sich 17 Kilometer südöstlich der Kreisstadt Derecske und 8 Kilometer westlich der Grenze zu Rumänien am linken Ufer des Flusses Berettyó. Esztár grenzt an folgende Gemeinden:
| Konyár  | Hosszúpályi                                 |          |
|         | Kompassrose, die auf Nachbargemeinden zeigt | Pocsaj   |
| Hencida |                                             | Kismarja |

## Geschichte
Erste schriftliche Erwähnung 1219 im Váradi Regestrum (lateinisch: Regestrum Varadiense), Varadinum und Várad sind ältere Namen von Oradea. Im Jahr 1907 gab es in Esztár 318 Häuser und 1521 Einwohner auf einer Fläche von 5034 Katastraljochen. Zur damaligen Zeit gehörte der Ort zum Bezirk Berettyóújfalu im Komitat Bihar.

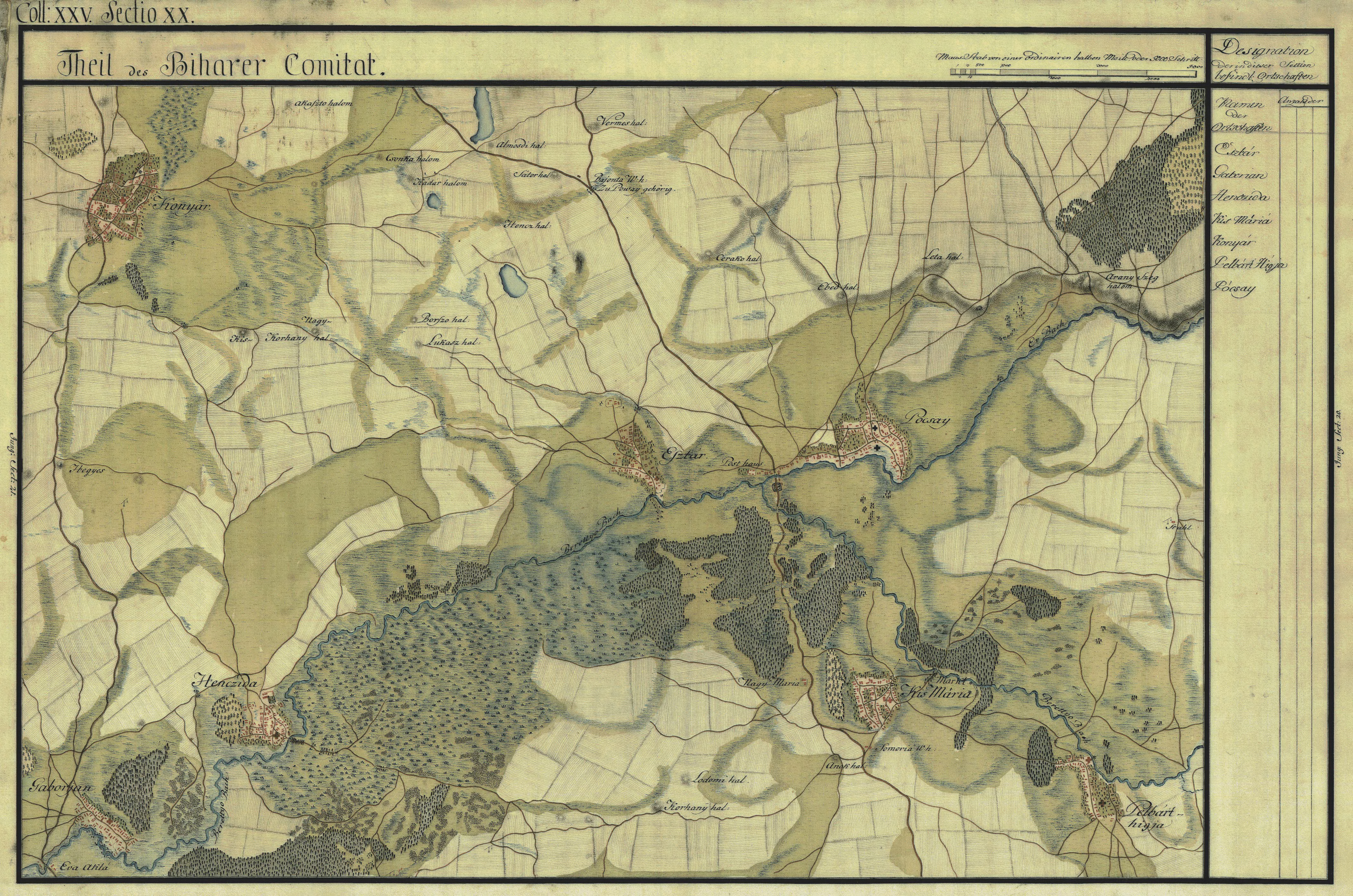
Esztár (Mitte) um 1782 (Aufnahmeblatt der Josephinischen Landesaufnahme)
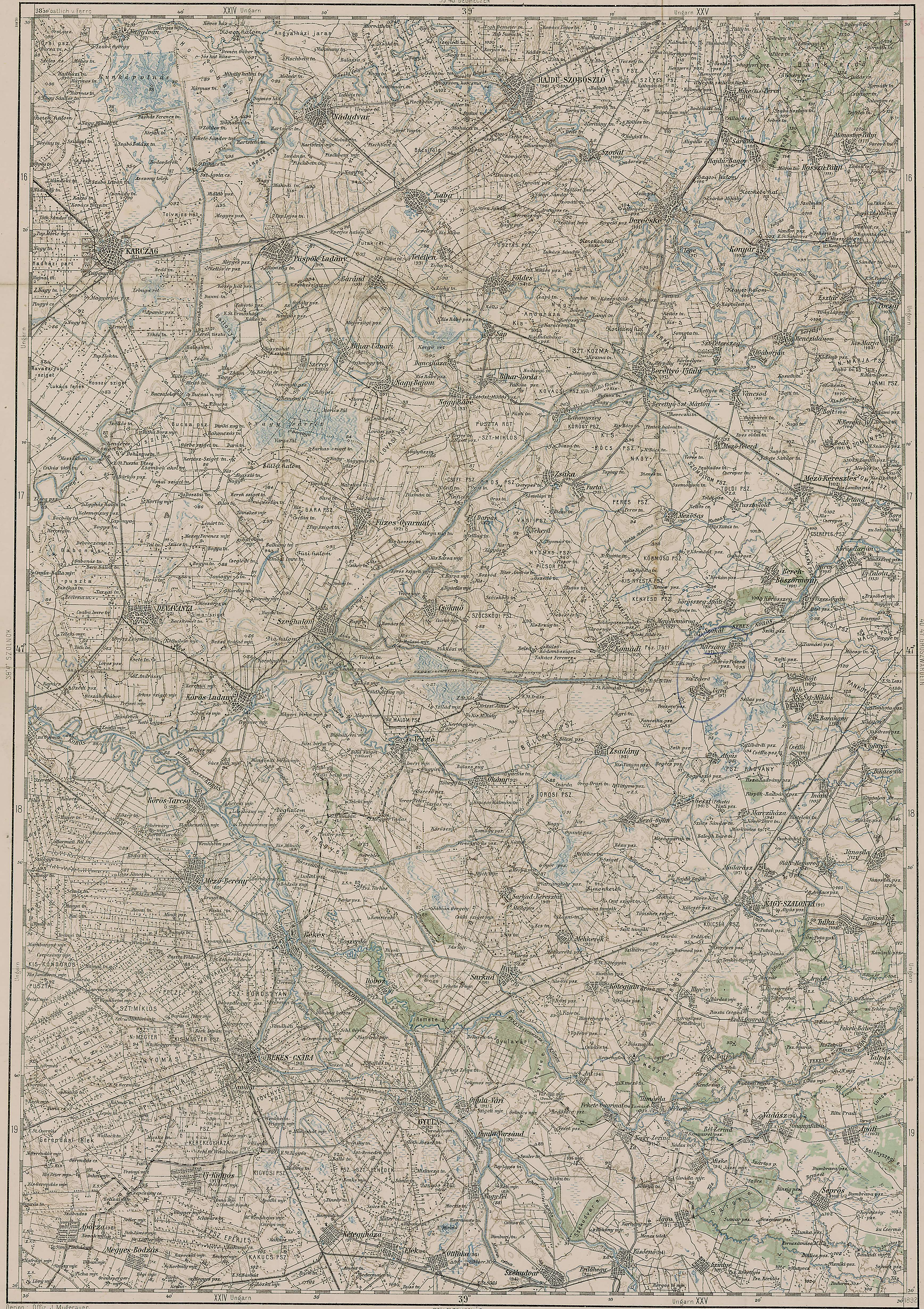
Esztár (N 47° 17'; O 39° 27') um 1892 (Aufnahmeblatt der Franzisco-Josephinischen Landesaufnahme)

## Sehenswürdigkeiten
- Attila-József-Büste, erschaffen 1972 von Károly Radó
- Erdődy-Landhaus (Erdődy-kúria)
- Heimatmuseum (Tájház)
- Millenniums-Denkmal, erschaffen 1896 von A. Gerenday
- Reformierte Kirche, erbaut 1887–1888 nach Plänen von Sándor Irinyi
- Weltkriegsdenkmäler (I. és II. világháborús emlékmű)

## Verkehr
Durch Esztár verläuft die Landstraße Nr. 4812. Der Ort ist an die Bahnstrecke Debrecen–Nagykereki angeschlossen, vom Bahnhof Pocsaj-Esztár bestehen Zugverbindungen nach Nagykereki sowie über Derecske nach Debrecen. Weiterhin gibt es Busverbindungen nach Pocsaj, Hencida und Konyár.